# Whispered
Whispered es una banda finesa de death metal melódico fundado en Riihimäki en 2001 bajo el nombre de Zealot, lo cual se rebautizaron en 2004 como Whispered. La banda está muy influenciada principalmente en el folclore japonés y sus estereotipos. 
La banda está formada por Jouni Valjakka en 2001 muy identificado con la cultura japonesa. Después de la formación de la banda, publica un demo, Bloodthroned en 2004, mismo año con que cambian de nombre a Whispered.
Después del cambio de nombre, Whispered publica dos nuevos demos, Blindfold (2006) y Wrath of Heaven (2007). Durante el 2009, la banda firmó con el sello Redhouse Finland Music Publishing lo que le permitió que tenga en 2010 su primer álbum, Thousand Swords.
El 7 de febrero de 2014, la banda lanzó su segundo álbum, Shogunate Macabre. Con ello siguió un tercer álbum, Metsutan - Songs of the Void, publicado el 20 de mayo de 2016.
El 24 de noviembre de 2022 es anunciada la producción de un nuevo álbum de la banda.

## Discografía

### Álbumes de estudio
| Año  | Detalles del álbum                                                                                              |
| ---- | --- |
| 2010 | Thousand Swords - Lanzamiento: 10 de febrero de 2010 - Discografía: Redhouse Finland Music Publishing           |
| 2014 | Shogunate Macabre - Lanzamiento: 7 de febrero de 2014 - Discografía: Redhouse Finland Music Publishing          |
| 2016 | Metsutan - Songs of the Void - Lanzamiento: 20 de mayo de 2016 - Discografía: Redhouse Finland Music Publishing |

### Demo
| Año  | Detalles del demo                                                |
| ---- | ---------------------------------------------------------------- |
| 2006 | Blindfold - Lanzamiento: 2006 - Discografía: Independiente       |
| 2007 | Wrath of Heaven - Lanzamiento: 2007 - Discografía: Independiente |

### Sencillos
| Año  | Detalles del sencillo                                                                           |
| ---- | ----------------------------------------------------------------------------------------------- |
| 2009 | Faceless - Lanzamiento: 14 de enero de 2009 - Discografía: Independiente                        |
| 2013 | Jikininki - Lanzamiento: 14 de junio de 2013 - Discografía: Redhouse Finland Music Publishing   |
| 2015 | Sakura Omen - Lanzamiento: 15 de junio de 2015 - Discografía: Redhouse Finland Music Publishing |
| 2016 | Strike! - Lanzamiento: 15 de abril de 2016 - Discografía: Redhouse Finland Music Publishing     |